# Johann Georg Pinsel

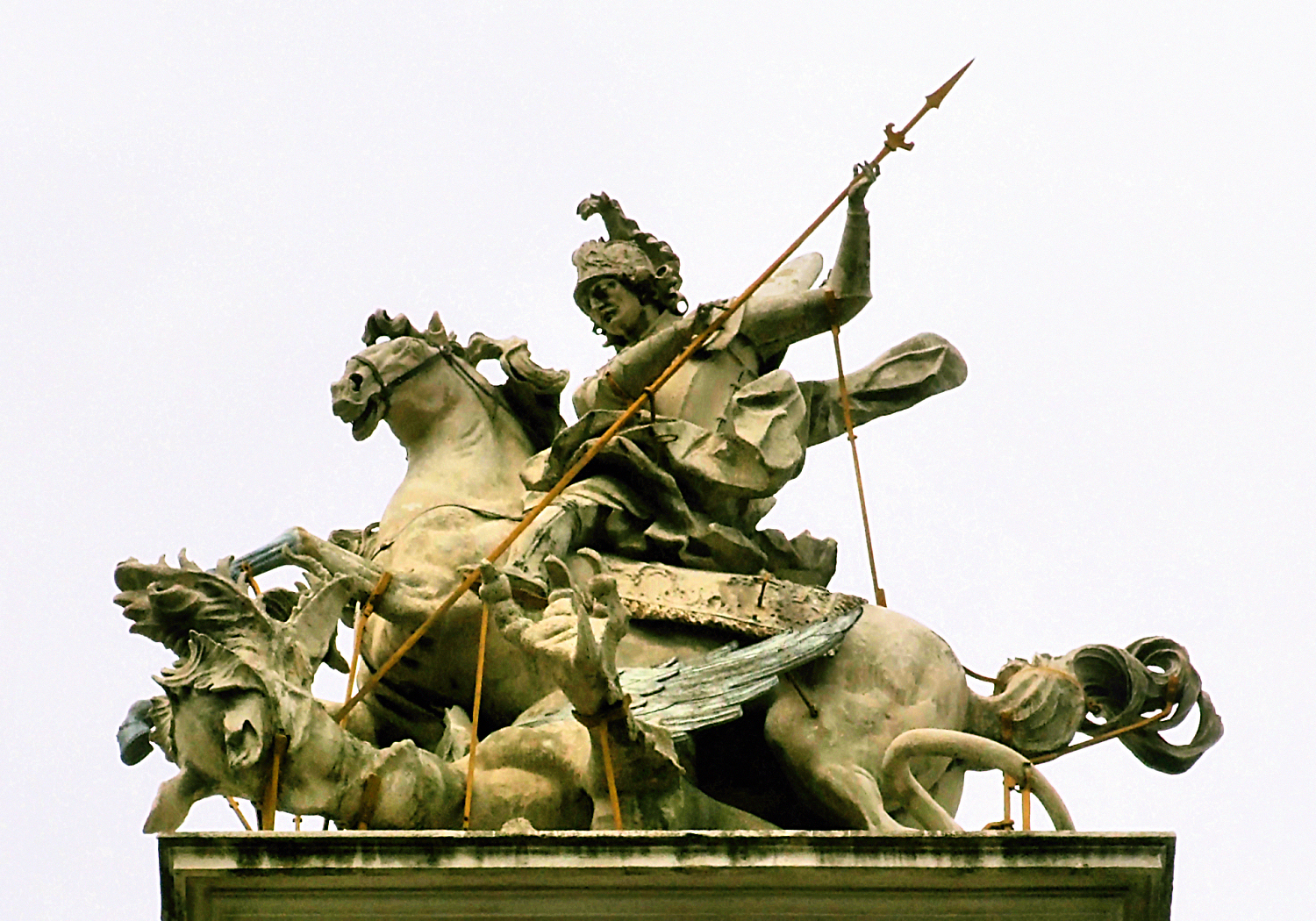
Reiterstandbild St. Georg von der griechisch-katholischen Kathedrale in Lemberg

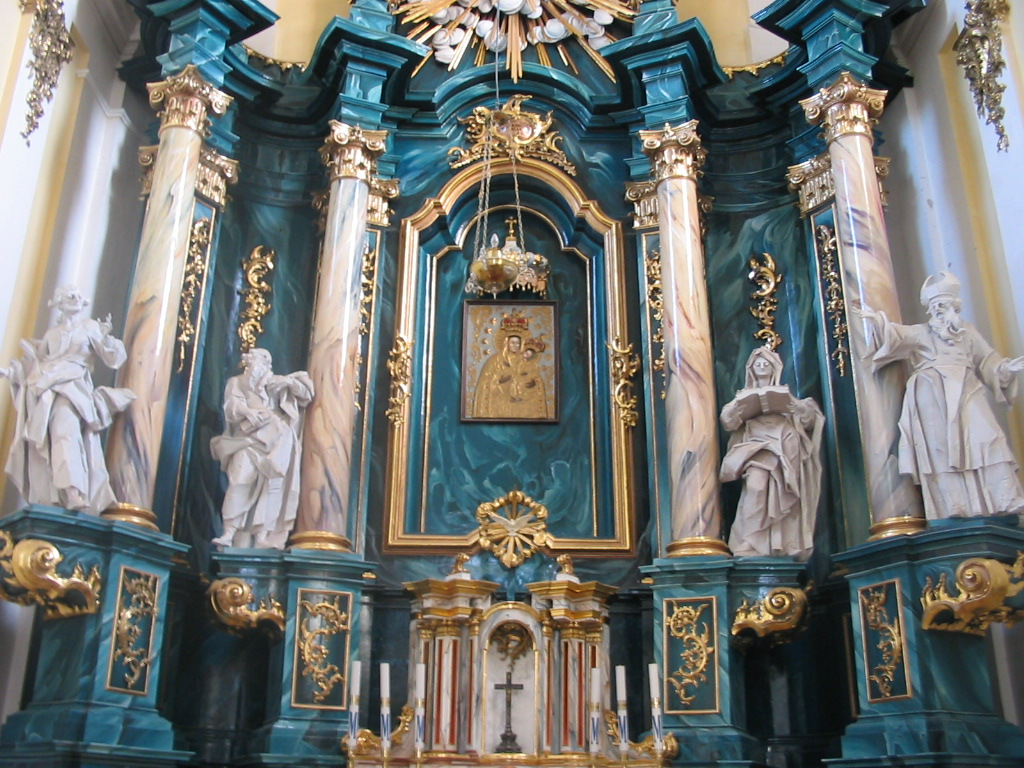
Hochaltar in der Himmelfahrtskirche in Butschatsch

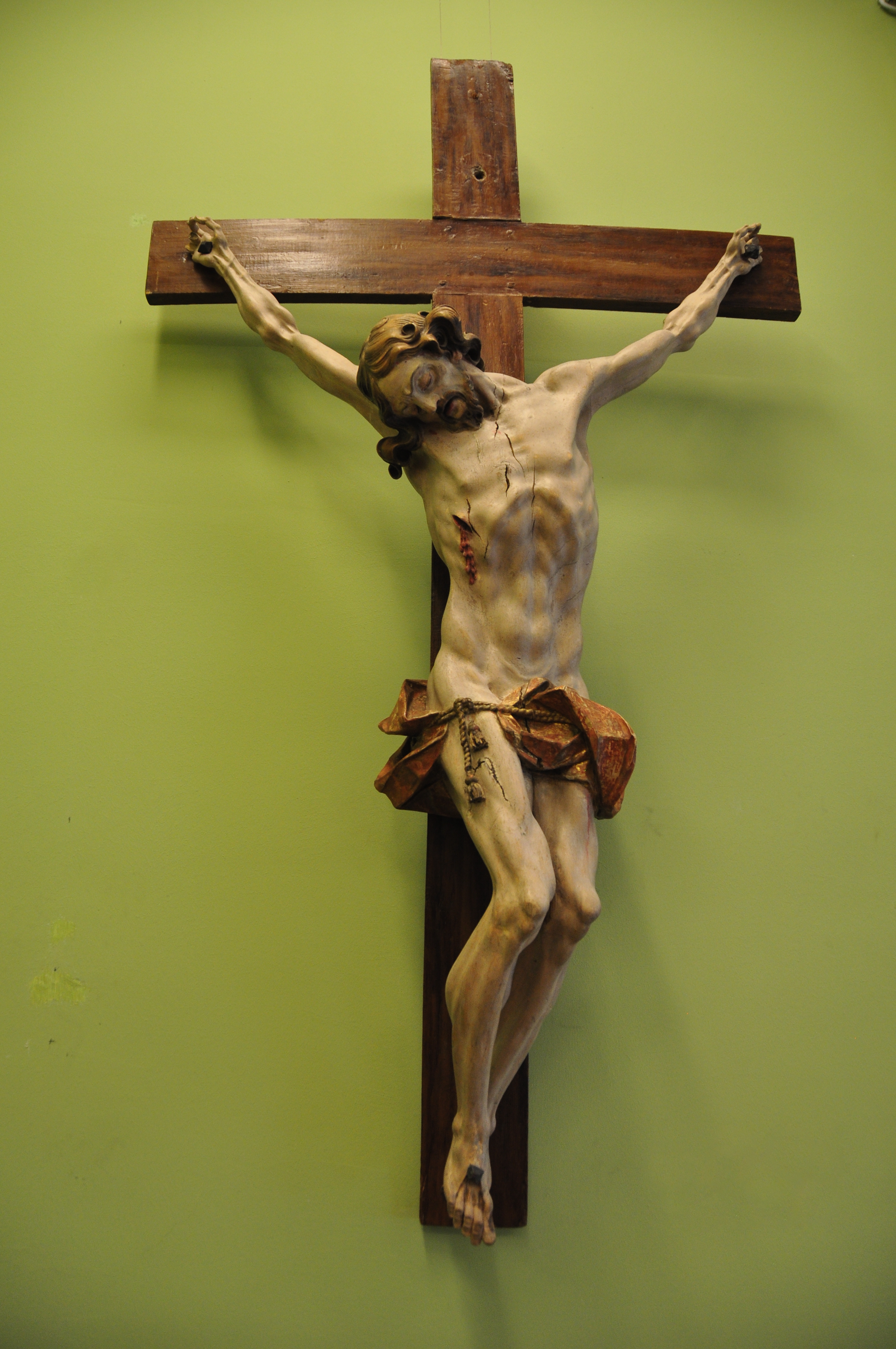
Kruzifix, 1755–1760

Johann Georg Pinsel (poln. Jan Jerzy Pinzel, ukr. Іван Георгій Пінзель, † 1761 oder 1762) war ein Bildhauer und Holzbildhauer des Barock. Er war wohl deutscher oder böhmischer Abstammung und arbeitete hauptsächlich in Rotruthenien, einem Gebiet, das damals zum Königreich Polen gehörte und heute in der westlichen Ukraine liegt.

## Leben und Wirken
Über seinen Lebenslauf fehlen nähere Angaben. Er war 1750 bis 1761 unter der Schirmherrschaft des Kaniwer Starost Nikolaus Basilius Potocki bei der Errichtung zahlreicher Kirchen und Paläste tätig, in einer Zusammenarbeit mit dem Lemberger Architekten Bernhard Meretin, seit 1745 dem Hofarchitekten des Königs August III.
Später ließ sich Pinsel in Butschatsch nieder. Seine ersten Skulpturen für das Rathaus in Butschatsch und die griechisch-katholische Erzkathedrale Sankt Georg in Lemberg wurden in Stein gehauen. Weitere Werke sind hölzerne Hochaltare in den römisch-katholischen Kirchen der Unbefleckten-Empfängnis-Mariens in Horodenka (1752–1755), der Allerheiligenkirche in Hodowyzja (um 1758) und in Monastyryska (1761), in Hwisdez sowie in der Sankt-Martinskirche in Lemberg.
Er hinterließ etwa vierzig Schüler. Nach Pinsels Tode war seine Werkstatt in Butschatsch weiter tätig, da seine Schüler  die von ihm begonnenen Arbeiten weiter führten.
Pinsels Werke zeigen die Stilmerkmale des süddeutschen Rokoko, mit starker Ausdruckskraft.
Während der Sowjetherrschaft (1940–1990) wurden viele Kirchen geschlossen und verwahrlosten und die hölzernen Skulpturen dienten oft als Brennholz. Erst um 1960 gelang es dem ukrainischen Kunsthistoriker Borys Wosnyzkyj (1926–2012) einige hölzerne Skulpturen zu retten. Nach 1990 gelang es ihm, in der ehemaligen römisch-katholischen Kirche der Unbefleckten Empfängnis der Jungfrau Mariä in Lemberg ein Johann-Georg-Pinsel-Museum zu gründen.